# Hemingway Special
L'Hemingway Special (anche noto come Hemingway Daiquiri o Papa doble) è un any time cocktail basato su una variante del Daiquiri nata nel locale Floridita, a L'Avana, e la cui base alcolica è il rum bianco.
Fu uno dei tanti cocktail apprezzati da Ernest Hemingway durante la sua permanenza a L'Avana. È un cocktail ufficiale IBA.

## Storia
Durante la sua permanenza a Cuba, Ernest Hemingway provò il cocktail di punta del Floridita, il Floridita Daiquiri, e disse: «È buono, ma lo preferisco senza zucchero e rum doppio». Il bartender del Floridita, Constantino Ribalaigua, creò quindi per lui un cocktail che oggi è noto come Hemingway Daiquiri o Papa Doble. La ricetta venne in seguito ulteriormente modificata, aggiungendo succo di pompelmo, e creando la variante oggi nota col nome di Hemingway Special.

## Composizione

### Ingredienti
- 6 cl di rum bianco
- 1,5 cl di maraschino
- 4 cl di succo di pompelmo
- 1,5 cl di succo di lime

### Preparazione
Versare tutti gli ingredienti in uno shaker con ghiaccio e shakerare. Versare in una doppia coppetta da cocktail con uno strainer.